# Varde Landsogns Kommune
Varde Landsogns Kommune var en kommune, der blev oprettet i 1842. Kommunen blev indlemmet i Varde Købstad i 1963. Kommunesammenlægning betød, at Varde blev én af datidens største købstadskommuner i areal.
I kirkelig henseende blev området betjent af Sankt Jacobi Kirke i Varde.